# Quiriego (Sonora)
Quiriego è una municipalità dello stato di Sonora nel Messico settentrionale, il cui capoluogo è la località omonima.
Conta 2.839 abitanti (2010) e ha una estensione di 3.711,37 km².